# ドワイヤーステークス
ドワイヤーステークス（Dwyer Stakes）は、アメリカ合衆国のニューヨーク州にあるベルモントパーク競馬場で行われる競馬の競走である。

## 概要
7月上旬に開催されるサラブレッドの3歳馬を対象とした競走で、現在は30万ドルの賞金を提供している。
1887年にかつてコニーアイランドにあったグレイヴセンド競馬場でブルックリンダービーの名で創設。
1918年にサラブレッド競走を支配したマイケル・F・ドワイヤーとフィリップ・J・ドワイヤーの兄弟に因んでドワイヤーステークスに改名された。
かつてはアメリカ合衆国の競馬を主要な部分を占めていたG1競走であった。1957年から1978年の間はドワイヤーハンデキャップとして知られていた。
2014年にG3に、2025年にはリステッドにそれぞれ降格された。
本競走はフェアプレイとその子孫が3世代にわたって制しており、1908年にフェアプレイ、1920年にその産駒であるマンノウォー、更にその産駒であるアメリカンフラッグとクルセイダーがそれぞれ1925年と1926年に優勝している。

## 記録

### 最速記録
- 1マイル – 1:33.74 –Firenze Fire(2018年)
- 1・1/16マイル – 1:40.02 – Medallist (2004年)

### 騎手最多勝利数
- 6勝 - ジェリー・ベイリー(1983年、1996年、1997年、1999年、2001年、2005年)

### 調教師最多勝利数
- 9勝 - ジェームズ・エドワード・フィッツシモンズ(1922年、1930年、1932年、1935年、1939年、1949年、1955年、1957年、1961年)

### 馬主最多勝利数
- 6勝 – ベルエアスタッド(1930年、1932年、1935年、1939年、1949年、1955年)
- 6勝 - グリーンツリーステーブル(1931年、1956年、1963年、1968年、1973年、1974年)

## 歴代優勝馬
※2000年以降の勝ち馬のみ
- 2000年 Albert the Great
- 2001年 E Dubai
- 2002年 Gygistar
- 2003年 Strong Hope
- 2004年 Medallist
- 2005年 Roman Ruler
- 2006年 Strong Contender
- 2007年 Any Given Saturday
- 2008年 Mint Lane
- 2009年 Kensei
- 2010年 Fly Down
- 2011年 Dominus
- 2012年 Teeth of the Dog
- 2013年 Moreno
- 2014年 Kid Cruz
- 2015年 Speightster
- 2016年 Code of Honor
- 2017年 Practical Joke
- 2018年 Firenze Fire
- 2019年 Code of Honor
- 2021年 First Captain
- 2022年 Charge It
- 2023年 Fort Bragg
- 2024年 Domestic Product